# Pleuronichthys coenosus
Espèce
Pleuronichthys coenosus est une espèce de poissons de la famille des  Pleuronectidae.